# ميتشيو كاكو
ميتشيو كاكو (باليابانية: 加來 道雄) هو عالم أمريكي مختص بمجال الفيزياء النظرية، ومتخصص في نظرية الحقل الوتري (بالإنجليزية: String Field Theory)‏، أيضا يوصف بكونه:عالم مستقبليات. وهو بروفيسور زائر في كل من جامعة برينستون وجامعة نيويورك. كتب أكثر من 70 مقالا علميا منشورًا.

## حياته
كاكو ولد في سان جوزيه بولاية كاليفورنيا الأمريكية في 24 يناير، 1947 من والدين يابانيين مهاجرين إلى الولايات المتحدة حيث ألتقى والده بأمه لأول مره في إحدى مخيمات الأعتقال التي أحتجز فيها الأمريكيين من أصل ياباني وأنجبا اثينين من أخوته داخل المخيم.
حصل على درجة الدكتوراة في عام 1972. كاكو يعشق تبسيط الفيزياء للجميع، ولذلك فإنه مضيف لبرنامجيين إذاعيين، وكتبه دائما من أعلى الكتب مبيعا ومنها كتاب «رؤى مستقبلية؛ كيف سيغير العلم مستقبلنا في القرن الواحد والعشرين» الذي ترجم في سلسلة عالم المعرفة.

## المؤلفات
- 2021: معادلة الله، البحث عن نظرية كل شيئ (The God Equation: The Quest for a Theory of Everything)
- 2014: مستقبل العقل (the future of the mind)
- 2008: فيزياء المستحيل (Physics of the Impossible).
- 2004: عوالم موازية: رحلة من خلال الخلق والأبعاد العليا ومستقبل الكون (Parallel Worlds: A Journey through Creation, Higher Dimensions, and the Future of the Cosmos)
- 2001: فيزياء المستقبل (Physics of the future)
- 1994: الفضاء الفائق (Hyperspace)

## وصلات خارجية
- ميتشيو كاكو على موقع IMDb (الإنجليزية)
- ميتشيو كاكو على موقع مونزينجر (الألمانية)
- ميتشيو كاكو على موقع ميوزك برينز (الإنجليزية)
- ميتشيو كاكو على موقع إن إن دي بي (الإنجليزية)
- ميتشيو كاكو على موقع ديسكوغز (الإنجليزية)
- ميتشيو كاكو على موقع قاعدة بيانات الفيلم (الإنجليزية)

- الموقع الرسمي لدكتور ميتشيو كاكو
- برنامج "2057" الذي يقدمه كاكو على ديسكافري تشانيل